# Sokolik rdzawobrzuchy
Sokolik rdzawobrzuchy (Microhierax fringillarius) – gatunek małego ptaka drapieżnego z rodziny sokołowatych (Falconidae).

## Zasięg występowania
To rodzimy gatunek dla Brunei, Mjanmy, Tajlandii, Malezji, Singapuru i Indonezji. Występuje na Półwyspie Malajskim i Wielkich Wyspach Sundajskich. Nie wyróżnia się podgatunków.

## Morfologia
Mierzy 14–16 cm długości. Górne części ciała są czarne, dolne biało-rdzawe. Posiada rozległe czarne pokrywy uszne i czarne zewnętrzne upierzenie ud.

## Ekologia i zachowanie
Sokolik rdzawobrzuchy żywi się owadami (takimi jak: termity, motyle, ćmy, ważki, pszczoły, chrząszcze, koniki polne, modliszki, cykady), rzadziej ptakami. Typowym siedliskiem tego ptaka są lasy i ich obrzeża oraz zalesione tereny otwarte.
Gniazduje w starych dziuplach dzięciołów i większych pstrogłowów, w zagłębieniach w skalistych klifach lub wapiennych ścianach. W lęgu cztery jaja, opierzenia dożywają zwykle dwa, rzadko trzy młode.

## Status
Międzynarodowa Unia Ochrony Przyrody (IUCN) uznaje sokolika rdzawobrzuchego za gatunek najmniejszej troski (LC – least concern) nieprzerwanie od 1988 roku. Liczebność populacji szacuje się na kilkadziesiąt tysięcy osobników. Trend liczebności populacji uznaje się za stabilny.